# Pro Bowl 1979
Match précédent Match suivant
Le AFC-NFC Pro Bowl 1979 est le Match des étoiles de football américain de la National Football League pour la saison 1978. Il se joue au Los Angeles Memorial Coliseum le 29 janvier 1979 entre les meilleurs joueurs des deux conférences de la NFL, la National Football Conference et l'American Football Conference. La rencontre est remportée sur le score de 13 à 7 par l'équipe représentant la National Football Conference.